# الزرافة سيلسي والقرود التسعة
الزرافة سيلسي والقرود التسعة هي قصة قصيرة للأطفال عام 1939 كتبها ورسمها المؤلف الألماني الأمريكي هانز أوغستو رايرسباخ. إنها القصة الأولى التي تعرض شخصية راي الشهيرة الآن، جورج الفضولي.[بحاجة لمصدر] عندما نُشر لأول مرة في فرنسا، كان الاسم الأصلي لسيسيلي هو رافي عندما نُشر لأول مرة في المملكة المتحدة. ولكن عندما ظهرت في الولايات المتحدة، تم تغيير اسم الشخصية إلى سيسيلي.

## ملخص
القصة تتبع أثر الزرافة سيلسي. لفترة قصيرة لقد حزنت لفقدان رفاقها من حيوانات الغابة وعائلتها، الذين تم أسرهم جميعاً ووضعهم في حديقة حيوانات.
في قسم آخر من الغابة، عاشت أنثى قرد اسمها الأم بامبلموس. لقد تُركت هي وأبنائها الثمانية بلا مأوى بسبب فقدان جميع الأشجار في غاباتهم بسبب قطع الأخشاب. هنا يتم تقديم شخصية جورج الفضولي، الذي يعلن أن الوقت قد حان للعائلة لحزم أمتعتهم والمضي قدماً.
في النهاية لا يمكن للقرود الذهاب أبعد من ذلك بسبب واد عميق. إنه الطفل جيني أصغر قرد، الذي لاحظ كآبة الزرافة سيسيلي على الجانب الآخر من الوادي. لاحظت الزرافة سيلسي القرود أيضاً، وتوقفت فوراً عن البكاء وسألت القرود عما إذا كانوا يرغبون في العبور. لمساعدتهم على العبور، لتقفز الزرافة سيلسي إلى الأمام عبر الحاجز وتربطه بجسدها.
جورج الفضولي هو أول قرد يعبر ويقدم العائلة لمنقذهم. عندما يعلم كل منهما بمحنة الآخر تدعو سيسيلي القرود للبقاء والعيش معها.
تحدث الذروة عندما يندلع حريق في الطوابق العليا لمنزل سيسلي الطويل على شكل زرافة. القرود تعمل كفريق مع سيسلي، يعمل اثنان من أقوى القرود على ضخ المياه، بينما يوجه الستة الباقون الخرطوم إلى أعلى عنق سيسلي، مستخدمين ارتفاعها للوصول إلى النار.
تعزز تلك الحادثة أواصر الصداقة لدرجة أن جيمس أحد القرود الصغيرة، يؤلف أغنية تكريما لسيسيلي. تحتوي الصفحة الأخيرة من الكتاب على كلمات الأغنية والتدوين الموسيقي للأغنية مع عمل القرود كملاحظات وسيسيلي كمفتاح موسيقي ثلاثي.

## تاريخ النشر
تم نشر الطبعة الأولى من قبل غاليمارد في باريس عام 1939. وبعد ثلاث سنوات تم نشر النسخة الإنجليزية من قبل شاتو وويندوس في لندن.
كانت أحدث طباعة باللغة الإنجليزية للقصة في عام 2007 بواسطة هوتون ميفلين هاركورت.